# Dysostosis cleidocranialis
Dysostosis cleidocranialis (CCD) of cleidocraniale dysplasie is een aangeboren botafwijking. Het is een zeldzame afwijking. De naam betekent in het Nederlands verminderde botvorming van sleutel- en schedelbeenderen. Personen met CCD zijn over het algemeen kleiner dan het gemiddelde: mannen/jongens behoren tot de kleinste 10%, en vrouwen/meisjes tot de kleinste 5% van de populatie.
Kenmerken van CCD zijn:
- Geheel of gedeeltelijk ontbreken van sleutelbeenderen
- Onvolledig dichtgegroeide bekkengordel. (Vrouwen met CCD bevallen vaak met een keizersnede)
- Een borstkas die bovenaan smal is en onderaan wijd uitstaand.
- De ogen staan ook iets verder uit elkaar dan bij mensen die geen CCD hebben (hypertelorisme)
- De neusbrug is breder
- Gebitsproblemen, met name bij het wisselen en bij de doorbraak van tanden en kiezen.
- Oorklachten. Vaak zijn de gehoorbeentjes niet goed ontwikkeld. Sommige patiënten kunnen doof worden.
- Luchtwegklachten.
- De fontanel bij baby's is vaak groot, en sluit laat (of soms niet geheel).
- In de schedelnaden kunnen extra botdelen gevormd worden (Wormiaanse botten)
- Knie-, heup- en rugklachten
- Spitse vingerkootjes of misvormde vingerkootjes. Vaak zijn de nagels krommer en teennagels kunnen anders van vorm zijn.

Het syndroom is erfelijk en dominant overervend, er is dus 50% kans om het over te dragen op de kinderen. Vaak komt de aandoening al in de familie voor, maar er kan ook spontaan een nieuwe mutatie ontstaan. In 1997 werd beschreven dat mutaties in het gen RUNX2 (andere naam: CBFA1) CCD kunnen veroorzaken
CCD hoeft weinig beperkingen te geven, maar de ernst van de klachten is erg verschillend. Sommige patiënten ondervinden weinig hinder en andere juist heel veel. Veel mensen met CCD staan onder behandeling van een arts die er gespecialiseerd in is, vooral vanwege mond- en kaakklachten. Vaak zijn deze mensen jarenlang in behandeling bij gespecialiseerde orthodontisten, vanwege de trage ontwikkeling van tanden en kiezen.